# Antonio Carestia
L'abbé Antonio Carestia, né en 1825 à Riva Valdobbia et mort dans la même ville en 1908, est un abbé italien, aumônier du village de Riva Valdobbia et botaniste.

## Biographie
Né à Riva Valdobbia en 1825, Antonio Carestia a vécu la majorité de sa vie dans la Valsesia, vallée alpine du Piémont, où il a aussi effectué ses recherches botaniques, au pied du mont Rose. Cette passion pour la botanique lui est probablement venue de son père chirurgien, qui a étudié ce même domaine à l'Université de Grenoble. Il est entré au séminaire de Novare pour y faire des études ecclésiastiques avant de retourner dans son village natal pour y occuper le poste d'aumônier. Après qu'il a écrit l'ouvrage Monographie de la corne blanche, en 1869, il a été invité comme membre honoraire du Club alpin italien.
Il a étudié les cryptogames en particulier, mais a aussi traité en surface les phanérogames. Il a étudié de nombreuses plantes cryptogamiques anciennes et en a découvert plusieurs espèces, complétant un herbier composé de quelque 25 000 espèces, dont 600 nouvelles espèces de lichens. Après sa mort, la municipalité de Riva Valdobbia a reçu ses collections (son herbier et ceux échangés de collègues en échange de collaboration), mais les a vendues à l'Herbarium Universitatis Taurinensis en 1910, par un legs en argent du Dr. Fedele Bruno, assistant au jardin botanique. le musée Calderini des sciences naturelles de Varallo Sesia a également reçu une partie de sa collection en obtenant un ensemble de 740 feuilles.

## Postérité

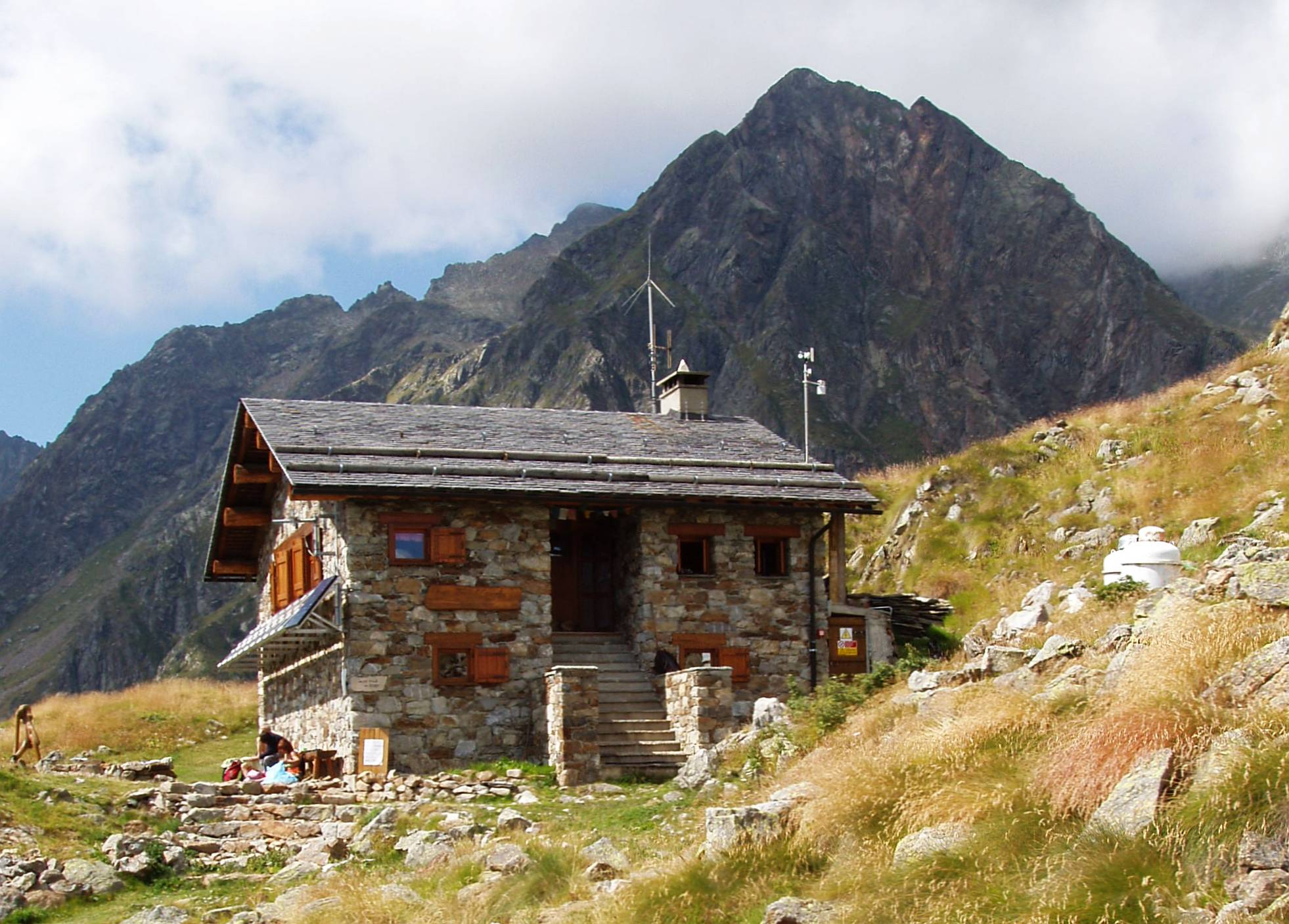

Le refuge Carestia du CAI à Varallo Sesia dans le Val Rogna a été nommé en son honneur, ainsi que la Punta Carestia, une montagne de 2 979 m entre le Valsesia et la vallée du Lys.